# Oncidium cruentoides
Oncidium cruentoides är en orkidéart som beskrevs av Mark W. Chase och Norris Hagan Williams. Oncidium cruentoides ingår i släktet Oncidium och familjen orkidéer. Inga underarter finns listade i Catalogue of Life.

## Bildgalleri

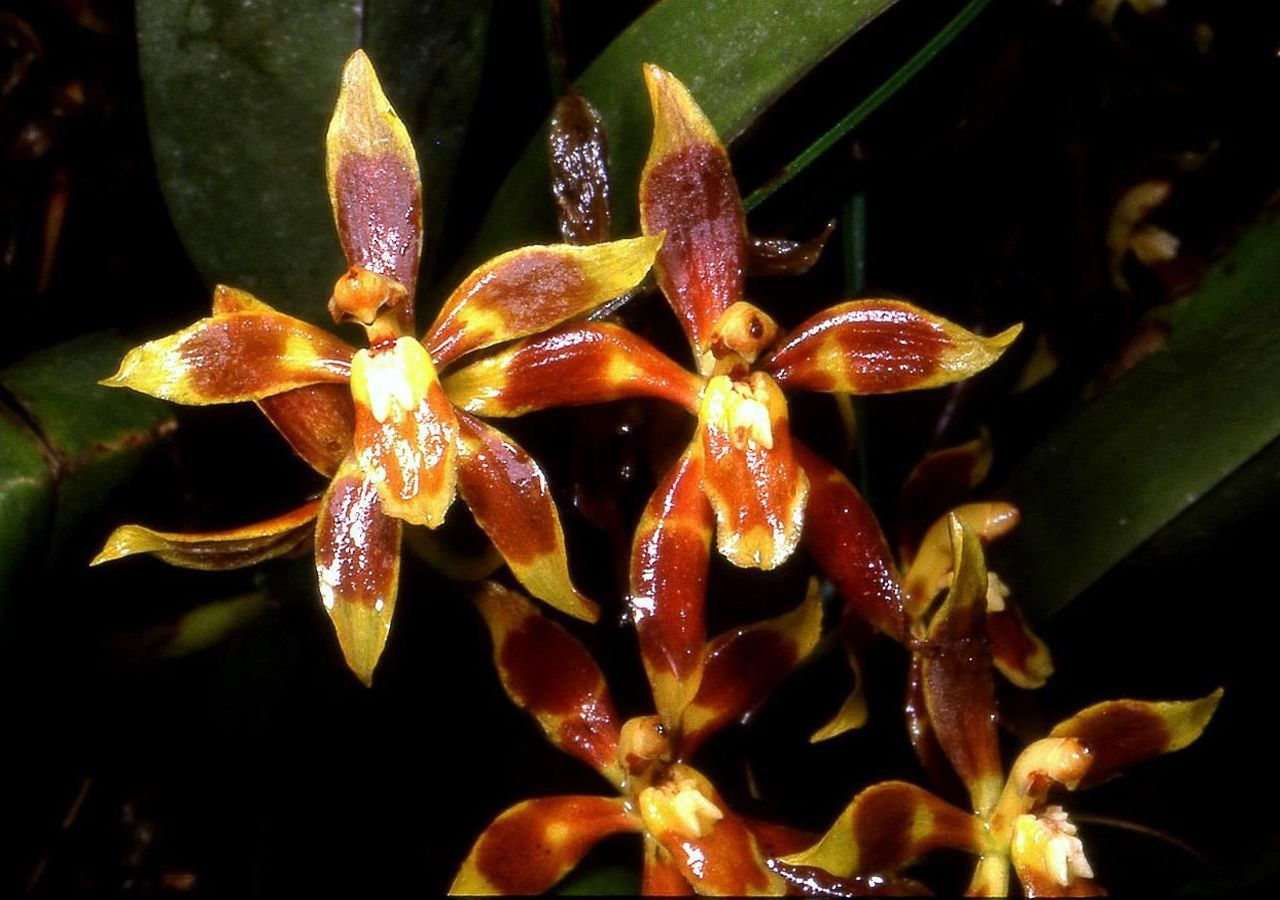
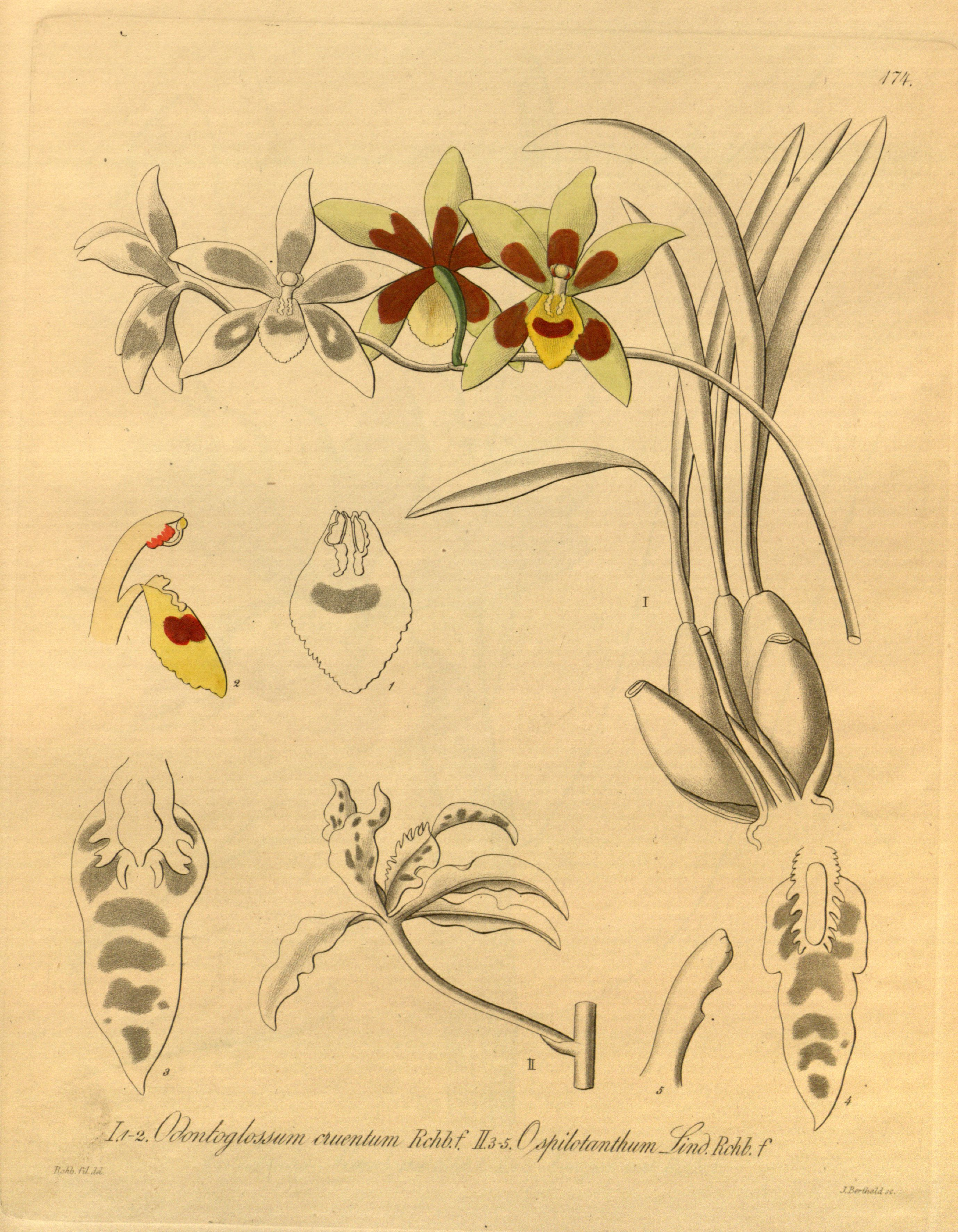